# Tom Amstutz
Tom Amstutz (* August 1955; Spitzname: Toledo Tom) ist ein US-amerikanischer American-Football-Trainer. Er war acht Jahre lang Head Coach der Toledo Rockets im College Football. Seit Juni 2017 ist er Nationaltrainer der US-amerikanischen American-Football-Nationalmannschaft.

## Trainerkarriere

### Stationen
Amstutz begann seine Karriere 1978 als Trainer der Offensive Tackles und Tight Ends bei den Toledo Rockets, für welche er von 1974 bis 1976 als Offensive Lineman spielte. Später wechselte er zur Defensive Line. 1987 wechselte er zur Navy, kehrte aber 1990 unter dem neuen Head Coach Nick Saban nach Toledo zurück. 1994 wurde er unter Head Coach Gary Pinkel zum Defensive Coordinator ernannt. Am 12. Dezember 2000 wurde er zum Head Coach ernannt und gewann bereits in seiner ersten Saison die Mid-American Conference (MAC). Ein Jahr später gewann er mit den Rockets die Western Division, einen Erfolg, welchen er im folgenden Jahr wiederholte. Im November 2005 verlängerte er seinen Vertrag bis 2009. Im selben Jahr gewann er erneut die MAC. Am 3. November 2008 gab er bekannt, dass er nach Ende des Jahres als Head Coach zurücktreten werde.
Im Juni 2017 wurde Amstutz zum Head Coach der US-amerikanischen Nationalmannschaft ernannt.

### Head Coach Statistik
| Jahr   | Team           | Siege | Niederlagen | Siegquote | Bowl                |
| ------ | -------------- | ----- | ----------- | --------- | ------------------- |
| 2001   | Toledo Rockets | 10    | 2           | .833      | Motor City Bowl – W |
| 2002   | Toledo Rockets | 9     | 5           | .643      | Motor City Bowl – L |
| 2003   | Toledo Rockets | 8     | 4           | .667      |                     |
| 2004   | Toledo Rockets | 9     | 4           | .692      | Motor City Bowl – L |
| 2005   | Toledo Rockets | 9     | 3           | .750      | GMAC Bowl – W       |
| 2006   | Toledo Rockets | 5     | 7           | .417      |                     |
| 2007   | Toledo Rockets | 5     | 7           | .417      |                     |
| 2008   | Toledo Rockets | 3     | 9           | .250      |                     |
| Gesamt | Gesamt         | 58    | 41          | .586      |                     |

## Persönliches
Amstutz ist seit 2014 zertifizierter Agent der National Football League Players Association. 2015 wurde er in die UT Athletics Hall of Fame aufgenommen.